# Marco Pezzaiuoli
Marco Pezzaiuoli (* 16. November 1968 in Mannheim) ist ein deutscher Fußballtrainer und -funktionär. Er war bis Februar 2021 Technischer Direktor bei Eintracht Frankfurt.

## Karriere
Pezzaiuoli hatte unter anderem für den SV 98 Schwetzingen und den VfR Mannheim Fußball gespielt, ehe er sich wegen einer Verletzung dazu entschloss, ins Trainergeschäft einzusteigen. So kam es, dass er bereits 1991, im Alter von 23 Jahren, von Michael Piwowarski die Möglichkeit erhielt, als Jugendtrainer beim Karlsruher SC einzusteigen.

### Karlsruher SC
Pezzaiuoli war von 1999 bis 2000, als Joachim Löw Cheftrainer der ersten Mannschaft war, Jugendkoordinator des Karlsruher SC und arbeitete anschließend als Co-Trainer der Badener in der 2. Bundesliga. Im Laufe der Saison 2002/03 sprang er dort nach der Entlassung von Stefan Kuntz kurzzeitig als Interimstrainer ein, war aber nur für einen Spieltag – am 29. September 2002, beim 2:2 gegen Rot Weiss Ahlen – auf der Trainerbank des KSC, ehe er von Lorenz-Günther Köstner abgelöst wurde, den er dann als Co-Trainer unterstützte. Wegen interner Probleme wurde er im März des Folgejahres von Edmund Becker ersetzt.

### Suwon (Südkorea) und Eintracht Trier
Im Sommer 2003 wurde er Co-Trainer unter dem früheren Bundesliga-Profi Bum-Kun Cha bei den Suwon Samsung Bluewings in der K League in Südkorea. Dort wurde er unter Cha K-League-Meister 2004, Vizemeister 2006 und Vizepokalsieger 2006.
Im September 2006 übernahm der Fußballlehrer das Traineramt beim Südwest-Oberligisten Eintracht Trier. Dieses Engagement war jedoch nur von kurzer Dauer: Nach einer 1:2-Niederlage gegen den damaligen Tabellen-Letzten Eintracht Bad Kreuznach wurde Pezzaiuoli nach nur vier Spieltagen wieder entlassen.

### Junioren-Nationalmannschaften
Marco Pezzaiuoli galt im August 2006 als einer der Aspiranten auf den Posten des Trainerassistenten der deutschen Fußballnationalmannschaft, der aber dann mit Hansi Flick besetzt wurde.
Im Juli 2007 wurde Pezzaiuoli Trainer der deutschen U-16-Nationalmannschaft, wo er Bernd Stöber ablöste. Zum Juli 2008 übernahm er dann die U-15-Junioren, im August 2008 zusätzlich die U-17-Auswahl, mit der er am 18. Mai 2009 – im Endspiel gegen die Niederlande – die U17-EM in Deutschland gewann. Nach diesem Erfolg ging er mit dem Jahrgang mit und wurde Trainer der deutschen U-18.

### TSG Hoffenheim
Zum 1. Juli 2010 wechselte Pezzaiuoli in die Lizenzspielerabteilung der TSG 1899 Hoffenheim. Dort wurde er unter Ralf Rangnick Co-Trainer. Am 2. Januar 2011 wurde Pezzaiuoli neuer Cheftrainer der TSG 1899 Hoffenheim als Nachfolger von Ralf Rangnick. Er erhielt einen Vertrag bis zum 30. Juni 2014, wurde jedoch am 12. April 2011 nach einem Sieg aus acht Spielen zum Saisonende 2010/11 beurlaubt. Auch als Co-Trainer wird er in Hoffenheim nicht mehr arbeiten.

### Cerezo Osaka
Im Juni 2014 wurde Pezzaiuoli Trainer beim japanischen Erstligisten Cerezo Osaka. Drei Monate später trennte sich Osaka von Pezzaiuoli.

### China
Nach seiner Freistellung bei Osaka wurde er Nachwuchskoordinator beim chinesischen Meister Guangzhou Evergrande, dessen Nachwuchsteams er dreieinhalb Jahre trainierte, bis sein Vertrag im Dezember 2017 auslief.

### Zhuai Suoka
Am 13. September 2016 übernahm Pezzaiuoli den vakanten Trainerposten beim chinesischen Viertligisten Zhuhai Suoka, den er in der Zwischenrunde wieder verließ.

### Eintracht Frankfurt
Am 28. Dezember 2017 verpflichtete der Bundesligist Eintracht Frankfurt Pezzaiuoli als Technischen Direktor. Am 12. Februar 2021 gab er seine Stellung auf, um sich dem Bengaluru FC anzuschließen.

### Bengaluru FC
Pezzaiuoli war ab März 2021 für 15 Monate Trainer des indischen Erstligisten Bengaluru FC. Unter seiner Leitung schloss der Verein die Saison auf dem sechsten Tabellenplatz ab.

### Galatasaray Istanbul
Seit dem 11. November 2022 bekleidet Pezzaiuoli das Amt des technischen Direktors beim amtierenden türkischen Meister Galatasaray Istanbul.

## Privates
Pezzaiuoli, Sohn eines italienischen Gastronomen und einer Niederländerin, wuchs in Deutschland auf. Er hat zwei Kinder und ist mit einer Südkoreanerin verheiratet.

## Erfolge
- K-League-Meister mit Suwon Samsung Bluewings: 2004
- U-17-Europameister mit der deutschen U-17-Auswahl: 2009